# Кадолини, Иньяцио Джованни
Иньяцио Джованни Кадолини (итал. Ignazio Giovanni Cadolini; 4 ноября 1794, Кремона, Миланское герцогство — 11 апреля 1850, Феррара, Папская область) — итальянский кардинал и доктор обоих прав. Епископ Червии с 3 июля 1826 по 30 сентября 1831. Епископ Фолиньо с 30 сентября 1831 по 17 декабря 1832. Архиепископ Сполето с 17 декабря 1832 по 12 февраля 1838. Апостольский администратор Фолиньо с 5 января 1833 по 30 сентября 1834. Титулярный архиепископ Эдессы Осроенской и секретарь Священной Конгрегации Пропаганды Веры с 12 февраля 1838 по 30 января 1843. Архиепископ Феррары с 30 января 1843 по 11 апреля 1850. Кардинал-священник с 27 января 1843, с титулом церкви Санта-Сусанна с 30 января 1843.